# (4578) Kurashiki
(4578) Kurashiki (1988 XL1) – planetoida z pasa głównego asteroid okrążająca Słońce w ciągu 4,48 lat w średniej odległości 2,72 j.a. Odkryta 7 grudnia 1988 roku.